# Escaldes-Engordany közösség
Escaldes-Engordany  Andorrai Társhercegség egyik közössége. Székhelye Les Escaldes. 1978-ban jött létre. Évenkénti dzsesszfesztiváljáról híres. Sant Julià de Lòria, Encamp, és La Massana községekkel, valamint Spanyolországgal határos.

## Népesség
| Közösség           | lakosság 2005. január 1. |
| Falu               | lakosság 2005. január 1. |
| Escaldes-Engordany | 16 078                   |
| Les Escaldes       |                          |
| Engordany          |                          |
| Vilars d'Engordany |                          |
| Engolasters        |                          |
| El Ferrer          |                          |

## Látnivalók
- Sant Romà dels Vilars-templom
- Sant Miquel d’Engolasters-templom
- Josep Viladomat múzeum
- Matrjoska múzeum